# نبرد ذوقیس
نبرد ذوقیس (انگلیسی: Battle of Zhu Qissa) در سال ۶۳۲ میلادی در شبه جزیره عربستان رخ داد. این درگیری بین قبایل عرب به رهبری طلیحه، پیامبر دروغینی که ادعا می‌کرد فرستاده خداست، و مسلمانان به رهبری خالد بن ولید، از فرماندهان خلافت راشدین بود.
طلیحه پس از درگذشت محمد پیروان زیادی جمع کرده بود و خود را پیامبر اعلام کرد. او به دنبال ایجاد یک کشور مستقل و تهدیدی برای دین اسلام بود. خالد بن ولید را خلیفه ابوبکر برای سرکوبی طغیان تولیحه فرستاد.
دو طرف در ذوقیس، دره ای در شمال شبه جزیره عربستان با یکدیگر رو به رو شدند. پس از جنگی سخت، نیروهای طلیحه شکست خوردند و او اسیر شد. بعدها توبه کرد و اسلام آورد.
این نبرد پیروزی مهمی برای مسلمانان در تحکیم قدرت در شبه جزیره عربستان بود. همچنین پایان شورش طلیحه و پیشگویی دروغینی بود که او منتشر کرده بود.